# اثر ایدوموتور
اثر ایدئوموتور (به انگلیسی: Ideomotor effect) یک پدیدهٔ روان‌شناختی است که در آن، یک ایده یا تصور ذهنی، می‌تواند بدون آگاهی یا تصمیم آگاهانهٔ فرد، باعث ایجاد حرکت عضلانی شود. این حرکات معمولاً بسیار خفیف و غیرقابل تشخیص هستند و ممکن است فرد آن‌ها را به نیروهای خارجی یا ماورایی نسبت دهد.

## ریشه‌شناسی
اصطلاح «ایدئوموتور» از ترکیب دو واژه لاتین ideo (ایده یا تصور ذهنی) و motor (حرکت یا فعالیت عضلانی) ساخته شده است. این واژه برای نخستین بار در قرن نوزدهم به منظور توصیف رابطه میان ذهن و حرکت بدنی به کار رفت.

## تاریخچه
اثر ایدئوموتور نخستین بار توسط پزشک بریتانیایی ویلیام بنجامین کارپنتر در سال ۱۸۵۲ به‌طور نظام‌مند توصیف شد. او نشان داد که چگونه تفکر یا تمرکز ذهنی می‌تواند منجر به حرکات عضلانی غیرارادی شود. هم‌زمان، جیمز برید، از بنیان‌گذاران هیپنوتیزم مدرن، مفهوم «پاسخ ایدودینامیک» را مطرح کرد که بیان‌گر تأثیر ایده‌ها بر واکنش‌های فیزیولوژیکی بدن بود.

## نمونه‌ها و کاربردها
اثر ایدئوموتور در بسیاری از پدیده‌های شبه‌علمی یا سرگرمی‌های روان‌شناختی مشاهده می‌شود:
- تخته ویجا: حرکات نشانگر توسط شرکت‌کنندگان، در حالی که تصور می‌شود روح‌ها آن را هدایت می‌کنند.
- چالش چارلی چارلی: بازی‌ای که در آن حرکت مداد در پاسخ به سؤال‌ها ناشی از نفس کشیدن و انتظار ذهنی شرکت‌کنندگان است.[۱]
- نوشتن خودکار: حالتی که فرد بدون کنترل آگاهانه، متنی را می‌نویسد که گمان می‌رود از منبعی بیرونی باشد.
- ارتباط تسهیل‌شده: روش ارتباطی بحث‌برانگیز برای افراد ناتوان در صحبت کردن، که در بسیاری از موارد حرکات توسط کمک‌کننده انجام می‌شود.
- دوسینگ (چوب‌دانی): جستجوی منابع آب یا مواد معدنی با استفاده از میله یا چوب، که حرکات آن ناشی از حرکات ناخودآگاه دست است.

## در مطالعات علمی
تحقیقات روان‌شناسی تجربی نشان داده‌اند که این پدیده نتیجهٔ ارتباطات نورونی میان نواحی ادراکی و حرکتی مغز است. اثر ایدئوموتور نقش مهمی در درک نحوه عملکرد تلقین، هیپنوتیزم و حرکات غیرارادی دارد.